# Муджеллини, Бруно
Бруно Муджеллини (итал. Bruno Mugellini; 24 декабря 1871, Потенца-Пичена — 15 января 1912, Болонья) — итальянский пианист, композитор и музыкальный педагог.

## Биография
Учился в Болонье у Густаво Тофано (фортепиано) и Джузеппе Мартуччи (композиция), затем ученик Ферруччо Бузони, вместе с Эгоном Петри помогал своему учителю в подготовке известного издания всех клавирных сочинений Иоганна Себастьяна Баха. Концертировал как солист и в составе камерных ансамблей, руководил в Болонье Квинтетом Муджеллини, в котором играли скрипачи Федерико Барера и Марио Корти, а на альте Отторино Респиги. С 1898 г. преподавал в Болонском музыкальном лицее, с 1911 г. и до конца жизни возглавлял его. Автор известного пособия «Метод технических упражнений» (итал. Metodo di esercizi tecnici; 1911). Из композиций Муджеллини наибольшим успехом пользовалась симфоническая поэма для хора и оркестра «К источнику Клитумна» (итал. Alle Fonti del Clitunno, по одноимённому стихотворению Джозуэ Кардуччи), отмеченная в 1899 г. первой премией на миланском конкурсе.
Именем Муджеллини назван театр в его родном городе.